# Route nationale 353
Pour les articles homonymes, voir Route 353.
La route nationale 353 est une route nationale française ayant connu plusieurs itinéraires différents :
- avant 1972, elle reliait Seclin à Saint-Amand-les-Eaux.
- avant 2006, elle reliait  Fort-Mardyck à Dunkerque via le port autonome de Dunkerque.
- avant 2021, elle reliait l'ex-A35 (M35) à la frontière allemande, au sud de Strasbourg.

## Dans le Bas-Rhin: la rocade sud de Strasbourg
La RN 353, devenue route métropolitaine 353 en 2021, assure le contournement de la ville de Strasbourg par le sud. Elle relie l'ex-A35 (M35)  à la frontière allemande (pont Pierre-Pflimlin).

### Histoire
En 2000, le premier tronçon est mis en service,.
En octobre 2002, le pont Pierre-Pflimlin est ouvert à la circulation,.
Le 6 décembre 2020, les travaux du tronçon final entre l'échangeur n°8 de la M 35 (M 400 direction l'aéroport de Strasbourg-Entzenheim) et la M 83 sont achevés.
Le 1er janvier 2021, en application de la loi créant la Collectivité européenne d'Alsace, la classification de la route change de route nationale à route métropolitaine.

### Caractéristiques
La route est en 2×2 voies.

### Gestion
La route est gérée par l'Eurométropole de Strasbourg depuis 2021. Elle était auparavant gérée par la DIR Est.

### Tracé
- Rond-point séparant la M 400 et la M 353
- Échangeur entre M 35 et M 353 (0,0 km)
- M 84 – villes desservies : Geispolsheim (demi-échangeur) (0,5 km)
- Échangeur entre M 83 et M 353 (2,9 km)
- D 468 – villes desservies : Parc d'innovation Illkirch-Graffenstaden, Plobsheim, Eschau (5,8 km)
- – villes desservies : Strasbourg-Neuhof, Port de Strasbourg (7,8 km)
- Pont Pierre-Pflimlin sur le Rhin, frontière avec  Allemagne
- Poursuite sur la route allemande (de) L 98 direction Offenbourg

## Dans le département du Nord

### Premier tracé dans le département du Nord
Avant les déclassements de 1972, la RN 353 reliait Seclin à Saint-Amand-les-Eaux. À la suite de la réforme de 1972, elle a été déclassée entre Orchies et Saint-Amand-les-Eaux. Le tronçon de Seclin à Orchies fut dans un premier temps renuméroté RN 49 pour être finalement déclassé à son tour en RD 549. Le tronçon d'Orchies à Nouveau-Jeu fut déclassé en RD 953 mais celui entre Nouveau-Jeu et Saint-Amand-les-Eaux fut renuméroté en RD 955.
La partie entre Seclin et Avelin a été transférée à la Métropole européenne de Lille en tant que route métropolitaine sous le nom M 549.

#### Ancien tracé de Seclin à Saint-Amand-les-Eaux (M 549, D 549 & D 953)
- Seclin M 549 (km 0)
- Avelin M 549 (km 4)
- Pont-à-Marcq D 549 (km 7)
- Cappelle-en-Pévèle (km 12)
- Auchy-lez-Orchies D 549 (km 16)
- Orchies D 953 (km 20)
- Beuvry-la-Forêt (km 23)
- L'Alène-d'Or, commune de Rosult D 953 (km 28)
- Nouveau-Jeu, commune de Rosult D 955 (km 29)
- Saint-Amand-les-Eaux D 955 (km 34)

### Deuxième tracé dans le département du Nord
Avant 2006, la RN 353 reliait Fort-Mardyck à Dunkerque via le port autonome de Dunkerque. Elle a été absorbée par la RN 225, qui la prolongeait vers le Sud pour la relier à l'A25 puis, le décret du 5 décembre 2005 a déclassé cette portion en RD 625 en transférant sa gestion au département du Nord.